# Marietta Piccolomini
Marietta Piccolomini, nome d'arte di Maria Teresa Violante Piccolomini Clementini (Siena, 5 marzo 1834 – Firenze, 11 dicembre 1899), è stata un soprano italiano.

## Biografia
Discendeva da una nobile famiglia italiana, quella dei Piccolomini, e dimostrò fin da bambina spiccate attitudini artistiche. Dall'età di quattro anni, Marietta si divertiva a giocare alle finte rappresentazioni teatrali; prese poi la consuetudine di cantare duetti con la madre, abile cantante dilettante, e venne quindi affidata alle cure del mezzosoprano Rosa Mazzarelli e si perfezionò in seguito con Pietro Romani, compositore, direttore d'orchestra e insegnante di canto all'Accademia di belle arti di Firenze.
Marietta implorò a lungo suo padre allo scopo di ottenere la sua autorizzazione a comparire sulle scene come cantante lirica. Alla fine riuscì a convincerlo e, nel gennaio del 1852, fece il suo debutto a Firenze come protagonista della Lucrezia Borgia di Donizetti, apparendo poi anche in Crispino e la comare dei fratelli Luigi e Federico Ricci. Nel novembre 1852, fu scritturata al Teatro Argentina di Roma, dove prese parte al Poliuto di Donizetti, al Don Bucefalo di Antonio Cagnoni, e a due opere verdiane I masnadieri e I Lombardi alla prima crociata.
A Pisa, nel 1853, cantò, tra l'altro, come protagonista nella Luisa Miller, a Reggio Emilia come Leonora ne Il trovatore, e a Torino nel 1855 come Violetta ne La traviata, ruolo per il quale divenne famosa. La risposta di Torino alla sua esibizione ebbe delle manifestazioni mai viste prima nel mondo dello spettacolo. Folle circondarono il suo hotel. Gli uomini cercarono di staccare i cavalli dalla sua carrozza in modo da poterla trainare attraverso le strade della città, ma lei non acconsentì.

### La grande carriera internazionale
Quando gli echi del successo torinese giunsero in Inghilterra, venne ingaggiata dal His Majesty's Theatre di Londra, dove debuttò il 21 maggio 1856 ne La traviata, prima rappresentazione dell'opera su suolo britannico. Il pubblico del teatro l'accolse con enorme favore, facendone, da allora in poi, la propria assoluta beniamina. Il 26 giugno cantò per la prima volta il ruolo di Maria, in La figlia del reggimento e il 26 luglio si esibì in Don Pasquale. Nonostante queste esibizioni denotassero una certa immaturità sul piano strettamente canoro, i critici lodarono le sue doti drammatiche. Dopo la sua stagione in Inghilterra, la Piccolomini cantò a Dublino ottenendo grande successo.
La Piccolomini passò quindi a Parigi esibendosi in Traviata il 6 dicembre 1856 nella prima rappresentazione in Francia dell'opera di Verdi. Il compositore, fra l'altro, cercò di bloccare le rappresentazioni al Théâtre des Italiens per il mancato riconoscimento del diritto d'autore sulle sue opere in Francia, avvalendosi anche del detentore dei diritti su La Dame aux camélias  di Alexandre Dumas (da cui l'opera era tratta), ma senza successo. Anche a Parigi sottolinearono i limiti della sua voce, lodando però le sue doti di attrice. Verdi stesso, presente alla rappresentazione, si dichiarò comunque soddisfatto della sua prestazione, lamentando soltanto che la cantante tossiva troppo in scena e «in maniera troppo reale».

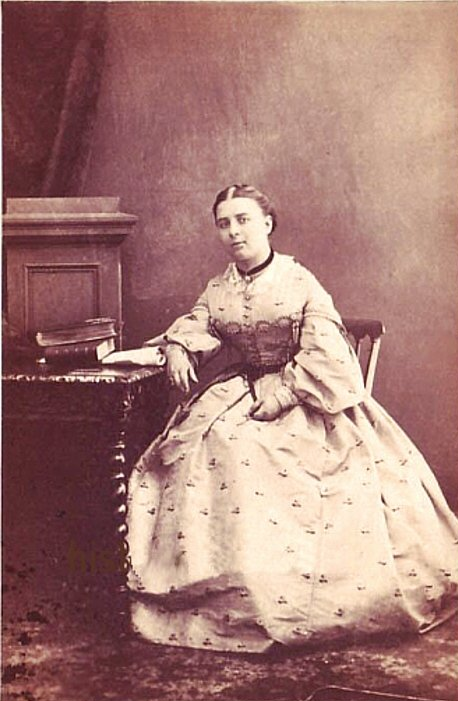
Marietta Piccolomini a Londra (ca 1860), foto di Camille Silvy

 L'imperatrice Eugenia, non avendo potuto assistere al suo eclatante debutto sulle scene parigine, ordinò a Toribio Calzado (1805-dopo 1863), direttore del teatro, l'organizzazione di una recita per lei e l'Imperatore.
La Piccolomini tornò al Her Majesty's Theatre di Londra nell'aprile 1857, dove esordì nella Lucia di Lammermoor e, poi, ne L'elisir d'amore, e riprese La traviata, nonché, a fine stagione, La figlia del reggimento. Eseguì inoltre il Don Giovanni (Zerlina) e Le nozze di Figaro (Susanna). Fece poi una tournée che toccò Liverpool, Manchester, Birmingham, Glasgow, Edimburgo, Bath, Bristol, Cheltenham, Brighton e altre città. In seguito tornò di nuovo a Dublino e, nei mesi di novembre e dicembre, si recò in tour attraverso i Paesi Bassi e la Germania assieme al tenore Antonio Giuglini (1825 – 1865).
Agli inizi del 1858 era però di nuovo al Her Majesty's Theatre, dove ebbe modo di riprendere alcune delle parti già interpretate negli anni precedenti, ma anche di introdurre dei nuovi personaggi nel suo repertorio londinese: Amina de La sonnambula di Bellini, Arline in una versione in italiano con i recitativi musicati (intitolata La Zingara) di The Bohemian girl di Balfe, che riscosse un clamoroso successo, Luisa Miller di Verdi e infine Serpina da La serva padrona di Paisiello. Dopo il solito giro per la provincia inglese e in Irlanda, il 28 settembre, in partenza per una molto attesa tournée a New York, salutò il pubblico londinese con un concerto d'addio al Crystal Palace, al quale parteciparono diecimila spettatori, in preda all'entusiasmo.
Negli Stati Uniti esordì all'Academy of Music, allora il più grande teatro del mondo, con la prediletta Traviata, e si spostò poi a Filadelfia e in altre grandi città americane, proponendo, oltre a Verdi, opere di Donizetti, Paisiello e Mozart, e riscuotendo un successo paragonabile a quello europeo.
Il suo rientro al Drury Lane di Londra, nel giugno dell'anno successivo, non fece invece molto scalpore e, dopo aver partecipato a sedici o diciassette rappresentazioni (tra cui, a chiusura, la sua ultima ripresa de Il trovatore, in spettacolo unico), la cantante si dedicò al consueto giro della provincia. In un concerto eseguito a Brighton all'immediato indomani del suo rientro dall'America, la Piccolomini aveva cantato per la prima volta Il bacio, una canzone che Luigi Arditi aveva scritto appositamente per lei utilizzando un motivetto casualmente una volta strimpellato al pianoforte e che la cantante aveva insistito perché lui trascrivesse sul momento. Tornata in Italia, a dicembre prese parte ad un'iniziativa patriottica, esibendosi al Teatro Pagliano di Firenze per promuovere una raccolta di fondi per l'acquisto di armi per i volontari garibaldini, cantando nell'occasione, "con grande accompagnamento di coro" (e con due bis), «Croce di Savoia», un testo poetico di Giosuè Carducci, musicato da Carlo Romani (1824-1875).

### Il matrimonio e il ritiro
Nel maggio del 1860 sposò a Siena il marchese Francesco Caetani della Fargna (1824-1906), ritirandosi quindi dalle scene teatrali, ma non prima comunque di aver preso parte, cedendo alle preghiere di Fabio Campana, alla prima assoluta della sua Almina, di nuovo al Her Majesty's Theatre il 26 aprile. Le sue successive sporadiche apparizioni in pubblico ebbero tutte, da allora, un carattere benefico o di cortesia. Nel giugno del 1861 ad esempio partecipò ad un concerto di beneficenza in favore dei terremotati dell'Italia centrale, e, nello stesso anno, eseguì di nuovo la «Croce di Savoia» alla prima "Esposizione Nazionale di Prodotti Agricoli e Industriali e di Belle Arti" a Firenze; nel 1863, mossa dalla riconoscenza, volle addirittura, di sua iniziativa, tornare appositamente a Londra per partecipare a tre ultime rappresentazioni a beneficio dell'impresario, ormai rovinato, Benjamin Lumley, che per primo l'aveva lanciata nella capitale inglese sette anni prima.
Marietta Piccolomini morì di polmonite il 23 dicembre 1899 nella sua villa di Firenze e fu tumulata nel Cimitero delle Porte Sante, annesso alla basilica di San Miniato al Monte.

## Caratteristiche artistiche

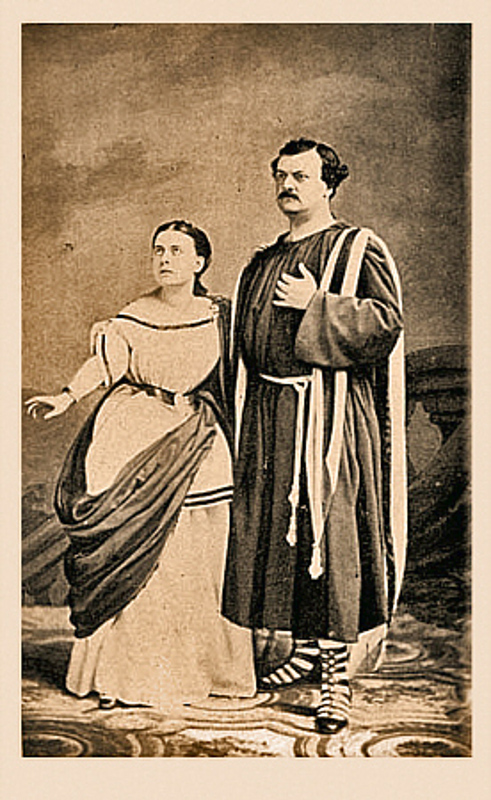
Marietta Piccolomini con il tenore Pasquale Brignoli durante la tournée americana (1858-1859), dagherrotipo di Jeremiah Gurney (1812-1886)

Al di là dell'enorme successo di pubblico che la Piccolomini raccolse durante la sua breve carriera operistica, il giudizio degli intenditori sulle caratteristiche tecniche della sua voce e sulle sue abilità canore si dimostrò in genere piuttosto dubbioso. In genere, ma non sempre. Nel 1853, scrivendo al direttore della Fenice sulla prossima produzione de La traviata, Verdi in persona affiancava la Piccolomini a Rosina Penco e a Virginia Boccabadati come interprete ideale del ruolo del titolo. Non solo, ma il compositore di Busseto caldeggiò a lungo l'idea di affidare proprio a lei la parte di Cordelia nel Re Lear, opera di cui stava trattando la produzione (mai andata a buon fine) con il San Carlo di Napoli. Verdi, che non aveva ancora mai ascoltato la Piccolomini dal vivo, era consapevole dei limiti della sua voce, ma confidava evidentemente nelle sue grandi capacità di presa sul pubblico. Il 23 agosto del 1856 scriveva in proposito da Parigi a Cesare De Sanctis: «[…] la voce è piccola, ma il talento grande: e se si sente nel teatro di Londra, deve sentirsi anche al San Carlo».
Il clou dell'avversione per la giovinetta che era piombata come un astro fiammante sui palcoscenici londinesi, spettò invece probabilmente a Henry Fothergill Chorley (1808–1872), cipiglioso critico dell'«Athenaeum», che così riassumeva nel 1862 il suo giudizio liquidatorio sulla cantante, sull'attrice e perfino sulla figura umana del personaggio:
(Thirty Years' Musical Recollections, by Henry F. Chorley, Londra, Hurst and Blackett, 1862)
Altri critici britannici, probabilmente meno prevenuti di Chorley, davano un giudizio più equilibrato sulle prestazioni inglesi della Piccolomini: ne mettevano in rilievo la giovane età, confessavano una certa, anche notevole, delusione rispetto alla preparazione musicale dell'artista, ma alla fine si ritraevano dall'orlo del baratro della stroncatura. Il critico dello «Spectator», ad esempio, così recensiva il debutto londinese della cantante: 
(The opera season, «The Spectator», 9 agosto 1856)
Sulla stessa linea sostanziale si trovò anche la critica francese di fronte alla prima locale della Traviata che fu organizzata con grande battage pubblicitario dopo il successo di quella inglese. Édouard Monnais (1798-1868), ad esempio, il critico musicale della «Revue et Gazette Musicale de Paris», dopo aver fatto riferimento ammirato all'ascendenza di grande nobiltà della cantante, risalente addirittura fino a Carlo Magno e a papa Pio II, scriveva, sotto lo pseudonimo di John Smith, che lei era "piccola di statura, piccola di voce" e che il suo talento era tutt'altro che straordinario, aggiungendo: «L'arte non è fatta per lei, oppure lei non ha ancora avuto tempo di occuparsene». Tanto più che la sera della prima aveva anche recitato parecchio sopra le righe, con troppe gaiezze nel primo atto e troppi colpi di tosse nell'ultimo, salvo migliorare sensibilmente nelle rappresentazioni successive. «Maria Piccolomini non può essere paragonata a nessuna delle cantanti conosciute; ecco ciò che dicono in tutte le salse i suoi ammiratori entusiasti, e lo diciamo anche noi, seppur molto più misurati nelle nostre estasi», così concludeva Smith (alias Monnais), salvo poi subito instaurare invece un paragone, rovinoso per la Piccolomini, con il grande soprano Carvalho, che aveva, a detta del critico, gli unici difetti di non discendere da sì nobile schiatta e soprattutto di essere "una Francese!".
L'autorevole Paul Scudo (1806-1864), grande esperto di canto e redattore della «Revue des Deux Mondes», nel quadro di una generale stroncatura di Verdi e della Traviata (non dissimile del resto da quella di Chorley), si esprimeva in termini più equilibrati a proposito della protagonista.
(Paolo Scudo, Revue Musicale.– La Rose de Florence.– La Traviata.– Les Opéras-comiques, «Revue des Deux Mondes», 15 dicembre 1856, p. 934)
E a questa certa qual insondabilità del suo fascino e del suo successo farà riferimento anche il già ricordato Luigi Arditi, musicista, direttore d'orchestra del Her Majesty's Theatre all'epoca della Piccolomini, suo ammiratore e amico. Nelle sue Reminiscences, dopo aver dato atto delle controversie che erano nate sulla qualità della voce della cantante (che, pure, a lui appariva "fresca e giovanile"), l'Arditi si chiedeva quale fosse stato il suo segreto, da dove fosse scaturito il fascino che ella aveva esercitato. E si rispondeva dicendo che «le attrattive della Piccolomini risiedevano non tanto nei suoi talenti quanto nella fascinazione operata dal suo intero essere e nella capacità di esternazione del pathos che era a tratti meravigliosamente genuina e indubitabilmente superiore a qualsiasi arte».

## Repertorio
| Ruolo           | Titolo                         | Autore                         |
| --------------- | ------------------------------ | ------------------------------ |
| Arlina          | La zingara                     | Balfe                          |
| Amina           | La sonnambula                  | Bellini                        |
| Elvira          | I puritani                     | Bellini                        |
| Rosa            | Don Bucefalo                   | Cagnoni                        |
| Adina           | L'elisir d'amore               | Donizetti                      |
| Lucrezia Borgia | Lucrezia Borgia                | Donizetti                      |
| Lucia Ashton    | Lucia di Lammermoor            | Donizetti                      |
| Paolina         | Poliuto                        | Donizetti                      |
| Maria           | La figlia del reggimento       | Donizetti                      |
| Norina          | Don Pasquale                   | Donizetti                      |
| Susanna         | Le nozze di Figaro             | Mozart                         |
| Zerlina         | Don Giovanni                   | Mozart                         |
| Serpina         | La serva padrona               | Paisiello                      |
| Annetta         | Crispino e la comare           | Ricci, Luigi e Ricci, Federico |
| Giselda         | I Lombardi alla prima crociata | Verdi                          |
| Giovanna        | Giovanna d'Arco                | Verdi                          |
| Amalia          | I masnadieri                   | Verdi                          |
| Luisa Miller    | Luisa Miller                   | Verdi                          |
| Leonora         | Il trovatore                   | Verdi                          |
| Violetta Valéry | La traviata                    | Verdi                          |